# Pycnocoma
Pycnocoma es un género perteneciente a la familia de las euforbiáceas con 18 especies de plantas aceptadas.

## Taxonomía
El género fue descrito por George Bentham y publicado en Niger Flora 508. 1849.

## Especies  seleccionadas
1. Pycnocoma angustifolia - Sierra Leona, Liberia, Ivory Cost
2. Pycnocoma bampsiana - Zaïre
3. Pycnocoma chevalieri - Zaïre,
4. Pycnocoma cornuta -  Congo, Gabon,   Ghana, Nigeria
5. Pycnocoma dentata - Angola
6. Pycnocoma devredii -  Kasai
7. Pycnocoma elua - Zaïre
8. Pycnocoma insularum - Zaïre
9. Pycnocoma littoralis - Kenia, Tanzania
10. Pycnocoma louisii - Zaïre
11. Pycnocoma macrantha -
12. Pycnocoma macrophylla (Bomah-nut) - W + C África
13. Pycnocoma minor -  Congo , Gabon,   Equatorial Guinea
14. Pycnocoma reticulata - Madagascar
15. Pycnocoma reygaertii - Zaïre
16. Pycnocoma subflava - Zaïre
17. Pycnocoma thollonii - Gabon
18. Pycnocoma thonneri -  Zaïre